# Puppet Master: The Legacy
Puppet Master: The Legacy (también conocida como Puppet Master 8: The Legacy) es una película de terror lanzada directo a DVD de 2003, escrita por C. Courtney Joyner y David Schmoeller, y dirigida por Charles Band. Es la octava película en la franquicia de Puppet Master, secuela de Puppet Master 5: The Final Chapter (1994), tiene como protagonistas a Jacob Witkin como un anciano Peter Hertz (un personaje que apareció como un niño en Puppet Master III: Toulon's Revenge) y Kate Orsini como una mercenario contratado para hacer frente a Hertz para obtener información sobre la magia del titiritero Andre Toulon utilizada para animar a sus títeres.

## Argumento
La película comienza con una agente corrupta, Maclain (Kate Orsini), en una de las habitaciones del Bodega Bay Inn, leyendo el diario de Toulon, con la esperanza de encontrar algún secreto de la fórmula . El diario estalla en llamas. Mientras Maclain entra en el sótano, se encuentra con un hombre llamado Eric Weiss ( Jacob Witkin ) hablando con los últimos títeres Toulon: Blade, Pinhead, Jester, Tunneler y Six Shooter . Eric explica que él conoció a Toulon antes de morir, y que le juró que nadie más pasaría. Maclain amenaza a Eric con una pistola. Eric entonces saca una grabadora, y reproduce una grabación que le dejó Toulon.
Luego, Eric revela que su verdadero nombre es Peter Hertz, el chico que fue salvado por el Toulon en Puppet Master III: La venganza de Toulon . Después de la conversación, Maclain, estresada, dispara a Eric en la rodilla ,a sabiendas de que él sabe más acerca de Toulon y del sangriento legado sus marioneta, así como el suicidio de Toulon. Eric, cree que Toulon sólo mató a los que merecían morir.

## Reparto
- Jacob Witkin como Eric Weiss.
- Kate Orsini como Maclain.

### Marionetas
- Blade
- Pinhead
- Jester
- Tunneler
- Six-Shooter